# Око чаплі
Око чаплі (англ. The Eye of the Heron) — позацикловий науково-фантастичний роман Урсули Ле Гуїн. Вперше опублікований 1978 року в науково-фантастичній антології Millennial Women. Окремою книгою опублікований у 1983 році.
В 2016 році номінувалася на фінську літературну премію в галузі наукової фантастики «Tähtivaeltaja».

## Сюжет
В далекому минулому на планету Вікторія прибули кілька кораблів з колоністами-землянами. 

Карта колонії Вікторія

Столиця виникла як поселення нащадків злочинців, яких деякий час відправляли на планету. У Шанті-тауні проживають нащадки Народу Миру, представники якого прагнули всіма правдами й неправдами залишити Землю, порядки на якій усе більше нагадували антиутопію. Традиційне суспільство Столиці побудоване на жорсткій соціальній ієрархії та мілітаризмі. Шантійці ж, напроти, сповідують цінності пацифізму та анархізму, задіяні в сільському господарстві та ремеслі. З часом відносини між громадами набувають антагоністичного характеру, верхівка Столиці виношує плани по включенню жителів Шанті в свою економічну систему в якості підневільних робітників плантацій. Розв'язана мілітаристами агресивна кампанія призводить до масштабного кровопролиття.
Люс Марина Фалько, донька одного зі знатних людей Столиці, не поділяє цінностей свого оточення. Напередодні військового зіткнення, після сумнівів та роздумів Люс вирішує порвати зі знайомим патріархальним світом і втекти до громади шантійців.
Люс Марині належить повести громаду шантійців, що заплуталася в своїх ідеалах, шляхом, про який вони заборонили собі навіть мріяти…

## Назва
Назва є алюзією до вигаданої тварини на планеті Вікторія, яку перші колоністи називали чаплею через деяку зовнішню схожість із земною чаплею. Зустрічі героїв з цими тваринами відбуваються в моменти значного самоаналізу, зокрема, коли вони розглядають те, що вони сприймають як чуже або інше стосовно себе.